# إدوارد ساندوفال
إدوارد ساندوفال (بالإنجليزية: Edward Sandoval)‏ هو سياسي أمريكي، ولد في 28 يناير 1947. حزبياً، نشط في الحزب الديمقراطي. وقد انتخب عضو مجلس نواب نيومكسيكو.